# كأس الدوري الياباني 2006
كأس الدوري الياباني 2006 (باليابانية: 2006年のJリーグカップ) هو الموسم 14 من كأس الدوري الياباني. أشرف على تنظيمه دوري الدرجة الأولى الياباني، وكان عدد الأندية المشاركة فيه 18، وفاز فيه جيف يونايتد تشيبا.